# Eksplozivni niz
Sekvenca okidanja, takođe nazvana eksplozivni niz ili vatreni niz, je niz događaja koji kulminiraju detonacijom eksploziva.   Iz bezbednosnih razloga, većina široko korišćenih visokih eksploziva je teško detonirati. Primarni eksploziv sa većom osetljivošću koristi se za pokretanje ujednačene i predvidive detonacije glavnog dela eksploziva. Iako je sam primarni eksploziv obično osetljiviji i skuplji spoj, koristi se u malim količinama i u relativno bezbednim pakovanjima. Po dizajnu, postoje niski i visoki eksplozivi, pri čemu su niski eksplozivi veoma osetljivi (tj. njihova figura neosetljivosti je niska), dok su visoki eksplozivi relativno neosetljivi. Ovo ne samo da omogućava inherentnu bezbednost pri korišćenju eksploziva tokom rukovanja i transporta, već takođe zahteva i sekvencu okidanja eksploziva ili eksplozivni niz. Eksplozivni niz u osnovi se sastoji od 'inicijatora', 'posrednika' i 'visokog eksploziva'.
Na primer, šibica neće uzrokovati da plastični eksploziv eksplodira, ali će zapaliti fitilj povezan sa detonatorom, koji će aktivirati primarni eksploziv i izazvati šok sekundarnog visokog eksploziva i izazvati njegovu detonaciju. Na ovaj način, čak i veoma neosetljivi eksplozivi mogu se koristiti; primarni eksploziv detonira pojačivačko punjenje koje zatim detonira glavno punjenje. Sekvence okidanja koriste se u rudarskoj industriji za detonaciju ANFO-a i drugih jeftinih, masovnih i neosetljivih eksploziva koje nije moguće aktivirati samo detonatorom ili sličnim uređajem.

## Niskoeksplozivni niz
Primer niskoeksplozivnog niza je metak za pušku, koji se sastoji od:
- kapisle koja sadrži malu količinu primarnog visokog eksploziva, koji inicira eksplozivni niz,
- upaljača koji se aktivira kapislom i stvara plamen koji pali barutno punjenje,
- barutnog punjenja koje se sastoji od sekundarnog niskoeksplozivnog materijala koji oslobađa veliku količinu gasa dok deflagrira.

## Visokoeksplozivni niz
Nizovi visokih eksploziva mogu biti u dvofaznoj konfiguraciji (npr. detonator koji sadrži primarni eksploziv i dinamit ili drugi osetljivi sekundarni eksploziv), ili u trofaznoj konfiguraciji (npr. inicijator, detonator, pojačivač sa srednjim eksplozivom i glavno punjenje neosetljivog sekundarnog eksploziva).

### Primarne komponente
Visokoeksplozivni niz obuhvata tri osnovne komponente visokog eksploziva koje se koriste za iniciranje eksploziva:
- fitilj ili upaljač,
- kapislu ili detonator.

Detonatori se tradicionalno prave od tetrila i fulminata, ali mogu biti napravljeni i od drugih inicirajućih eksplozivnih materijala.

### Sekundarne komponente
U eksplozivnom nizu postoje dve sekundarne komponente visokog eksploziva:
- pojačivači,
- eksplozivna punjenja, poznata i kao glavno punjenje.

Primeri eksploziva koji se koriste u eksplozivnim punjenjima su:
- TNT,
- Kompozicija B,
- Amonal,
- Semteks,
- RDX,
- HMX,
- ETN,
- PETN,
- C-4,
- drugi odgovarajući binarni eksplozivi.

### Tercijarne komponente
- glavno punjenje.

Primeri glavnih punjenja su:
- TNT,
- Kompozicija B,
- Pentolit,
- Baratol,
- Amatol,
- PLX,
- HMX,
- ETN,
- PETN,
- drugi odgovarajući binarni eksplozivi.

U nekim slučajevima, glavno punjenje je toliko neosetljivo da upotreba tipičnih primarnih materijala postaje nepraktična zbog velike potrebne količine. Zbog toga se koristi eksplozivni pojačivač koji obezbeđuje dovoljnu šok talasnu energiju kako bi se uspešno iniciralo glavno punjenje i ostvarila potpuna detonacija.
Najznačajniji tercijarni materijal u širokoj upotrebi je ANFO, binarni eksploziv napravljen od amonijum-nitrata i lož-ulja.